# Mascula
Pour les articles homonymes, voir Mascula (homonymie).
Mascula est une cité antique berbère numide qui correspond à la ville de Khenchela en Algérie moderne. Elle est l'ancienne capitale militaire de la Numidie du sud ou « Numidia Militaria », et fut toujours le siège de combats et de guerres dans les Aurès avec les Romains. Plus tard, elle est devenue une colonie romaine.

## Histoire
Mascula était située dans les montagnes de l'Aurès (qui font partie de l'Atlas), à 1 200 mètres d'altitude, et bénéficie d'un climat méditerranéen frais. C'était l'une des villes les plus froides de Numidie. Cet emplacement frais a été choisi par les légionnaires romains pour y prendre leur retraite en tant que vétérans.
Mascula a été construite sous Trajan et été garnisonnée par la « 7ᵉ compagnie des Lusitaniens ». C'était un castrum (avec un vicus à proximité) situé sur la route militaire reliant Theveste à Sitifis, suivant les pentes des montagnes de l'Aurès. Mascula était connectée aux fortifications de Tinfadi, Vegesela, Claudi et Tliamugas. D'un point de vue stratégique, Mascula était la plus importante de ces forteresses, car elle contrôlait l'accès numide au Sahara.

« À une époque ultérieure, lorsque le christianisme s'était solidement implanté en Afrique romaine, Mascula connut une brève période de prospérité. De nombreux ornements chrétiens ont été découverts sur le site, et les noms de quatre évêques de Mascula ont été conservés : Clarus au IIIe siècle, Donatus au IVe siècle, Januarius à la fin du Ve siècle, et un autre Donatus au début du VIe siècle. Il semble que la ville ait terriblement souffert vers le milieu du IVᵉ siècle à cause des incursions de tribus berbères qui s’étaient alliées pour la détruire. Pendant l'occupation byzantine, le général Solomon transforma Mascula en une ville de garnison avec des murs de défense. Finalement, lorsque les Arabes déferlèrent sur la région, l’histoire de Mascula en tant que ville prit fin. (Alexander Graham) »

Au IVe siècle, Mascula est au cœur de la controverse du donatisme.
De magnifiques mosaïques y ont été découvertes,ainsi que des thermes romains datant de la fin du IIIe siècle, qui existent toujours et fonctionnent encore efficacement après une récente restauration.
Mascula fut même l’un des centres de la résistance romano-berbère contre les Arabes, sous le règne de la reine Kahina. Il semble qu’après la conquête musulmane, la ville fut renommée du nom de l’une des filles de Kahina : Khenchela, qui signifie « ange » en berbère.

## Diocèse
Le diocèse de Mascula (en latin:Dioecesis Masculitana) est un siège supprimé et un siège titulaire de l'Église catholique.
Le Martyrologe romain, à la date du 29 mars, mentionne saint Archinime, originaire de Mascula, qui fut martyrisé avec ses compagnons sous le règne du roi vandale Genséric. Ils sont également évoqués par Victor de Vite dans son ouvrage sur les persécutions des Vandales, Histoire de la persécution vandale en Afrique.
Plusieurs évêques de cet ancien diocèse africain sont attestés. Clarus participa au concile de Carthage convoqué le 1er septembre 256 par saint Cyprien de Carthage pour débattre de la validité du baptême administré par les hérétiques. Il figure à la 79ᵉ place dans les Sententiae episcoporum,.
Donatus était présent au concile de Cirta le 5 mars 305, où il fut accusé d’avoir brûlé les livres sacrés lors de la persécution de 303. Ces événements sont rapportés par Optat de Milève dans son Traité contre les donatistes.
À la Conférence de Carthage de 411, qui rassembla les évêques catholiques et donatistes d'Afrique romaine, participèrent le catholique Malco et le donatiste Vitale. Ce dernier était un ancien diacre catholique, rebaptisé et consacré prêtre dans la foi donatiste. Son ordination épiscopale fut retardée, car il avait d'abord été accusé d'adultère. Une inscription découverte près de Mascula lui est également attribuée. Il est très probable que Malco soit le même évêque du même nom mentionné, sans indication de siège, parmi les souscripteurs du concile antipélagien tenu à Milev en 416.
Le nom de Januarianus figure à la 94ᵉ place dans la liste des évêques de Numidie convoqués à Carthage par le roi vandale Huneric en 484. Comme tous les autres évêques catholiques africains, il fut condamné à l'exil. L'évêque Januarius participa au concile de Carthage en 525, mais étant trop âgé, il ne put signer les actes, qui furent souscrits en son nom par Gennarius de Vegesela de Numidie. Cette indication amène Mandouze à penser que l'évêque Januarianus de 484 est le même que Januarius de 525.
Depuis 1933, Mascula est comptée parmi les sièges épiscopaux titulaires de l'Église catholique. Depuis le 18 juillet 2007, le évêque titulaire est Gaetano Galbusera Fumagalli, S.D.B, ancien vicaire apostolique du vicariat apostolique de Pucallpa.

### Liste des évêques
- Évêques résidents :
  - Clarus † (mentionné en 256)
  - Donatus † (avant 303 - après 305) (évêque donatiste)
  - Malco † (avant 411 - après 416 ?)
  - Vitale † (mentionné en 411) (évêque donatiste)
  - Januarianus † (mentionné en 484)
  - Januarius † (mentionné en 525)
- Évêques titulaires :
  - Claude-Philippe Bayet, M.E.P. † (13 août 1969 - 22 décembre 1970, démissionnaire)
  - Anthony Olubunmi Okogie (5 juin 1971 - 13 avril 1973, nommé archevêque de Lagos)
  - Francis Anani Kofi Lodonu (17 mai 1973 - 10 avril 1976, nommé évêque de Keta-Ho)
  - Jan Bernard Szlaga † (13 juin 1988 - 25 mars 1992, nommé évêque de Pelplin)
  - Vincent Michael Concessao (3 février 1995 - 5 novembre 1998, nommé archevêque d'Agra)
  - Gaetano Galbusera Fumagalli, S.D.B, (depuis le 18 juillet 2007)

## Sources et références

### Sources
- (en) Katherine Dunbabin, Mosaics of the Greek and Roman World, Éditions Cambridge University Press, Cambridge, 1999   (ISBN 0521002303).
- (en) Alexander Graham, Roman Africa: An Outline of the History of the Roman Occupation of North Africa, Based Chiefly Upon Inscriptions and Monumental Remains in that Country, Éditions Longmans, Green, and Company, London,1902 (University of California).